# KTZ-Baureihe KZ4A
Die Lokomotivbaureihe KZ4A der Eisenbahn von Kasachstan (KTZ) ist eine vierachsige Schnellzuglokomotive für mit Wechselspannung elektrifizierte Eisenbahnstrecken. Entwickelt wurde die Lokomotive vom CRRC-Elektrolokomotivwerk Zhuzhou in Zusammenarbeit mit Siemens. Man benötigte diese Lokomotiven bei der KTZ für die Beförderung von Schnellzügen mit 160 km/h. Das war um das Jahr 2000 nur mit der Diesellokomotive ТЭП70 möglich. Weiterhin war damit eine Ablösung der veralteten Lokomotiven der Baureihe ВЛ80 aus dem Personenverkehr vorgesehen.

## Geschichte

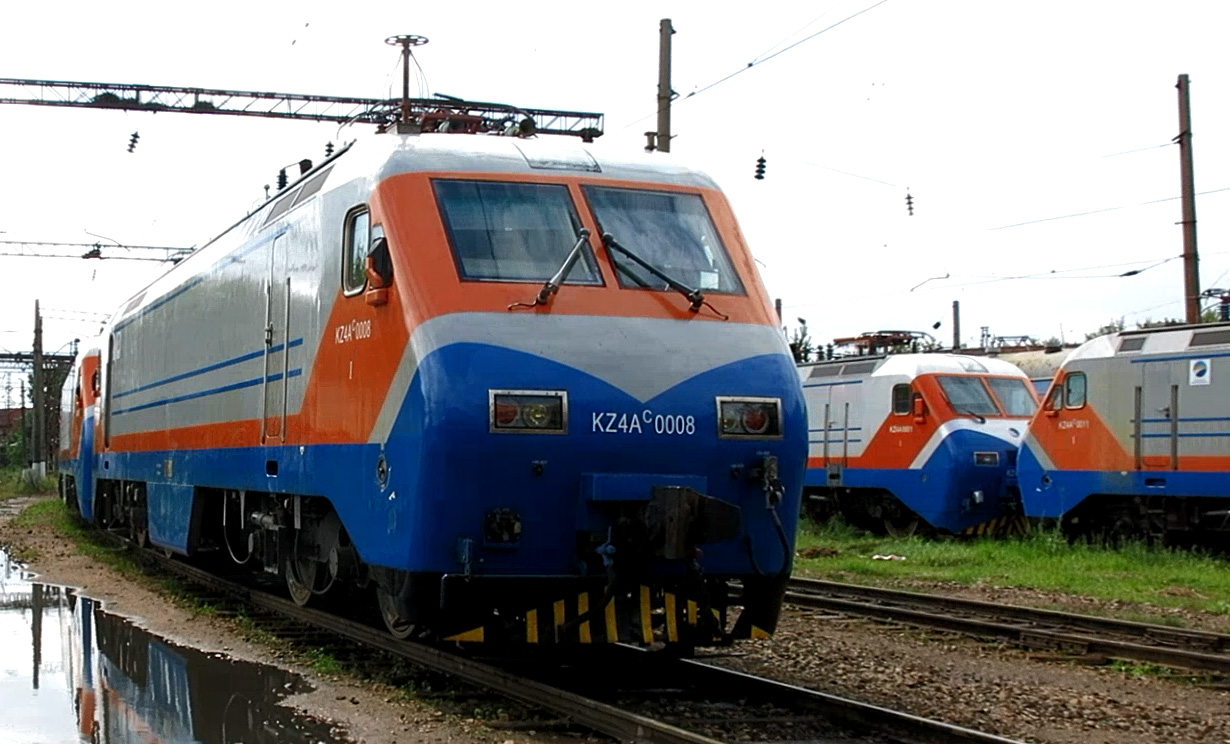
Elektrolokomotive KZ4AC-0008 im Depot Astana

Bei der entsprechenden Ausschreibung im Jahr 2001 gewannen die Elektrolokomotivwerke Zhuzhou aus der Volksrepublik China den Wettbewerb. Im November 2001 wurde zwischen beiden Seiten der Vertrag über den Bau von vorerst drei Lokomotiven unterzeichnet, der Wert betrug 9.378.000 US-Dollar.
Die entworfenen Lokomotiven sind den chinesischen Lokomotiven DJ, DJ1 und DJ2 (Olympic Star) und anderen Elektroloks für Wechselstrom ähnlich. Jedes Drehgestell ist mit einem gemeinsamen Frequenzumrichter auf der Basis von GTO-Thyristoren des Types TEP28WG04 ausgerüstet.
Diese ersten drei Lokomotiven wurden mit den spanischen Hochgeschwindigkeitszügen Talgo 200 zwischen Astana und Almaty eingesetzt. 
Die erste Lokomotive wurde am 12. März 2004 ausgeliefert, zusammen mit zwei weiteren Lokomotiven kam sie in Kasachstan an. Am 18. Juli 2004 war die Erprobung beendet, und am 22. Juli begann bereits der planmäßige Betrieb der Lokomotiven. 2006 wurden noch zwei weitere Lokomotiven mit den Betriebsnummern 0004 und 0005 geliefert. Diese Lokomotiven unterschieden sich von den ersten Lokomotiven u. a. durch andere Kompressoren und Steuerungssysteme sowie durch eine geänderte Frontpartie.
Die Lokomotiven der Reihe KZ4A können als das erste gelungene Projekt einer Neubaulokomotive bei der KTZ bezeichnet werden. Das Bild der Lokomotive wurde auf vielen Werbematerialien, Videofilmen und Plakaten der Herstellerfirma und der KTZ gezeigt.

## Betrieb

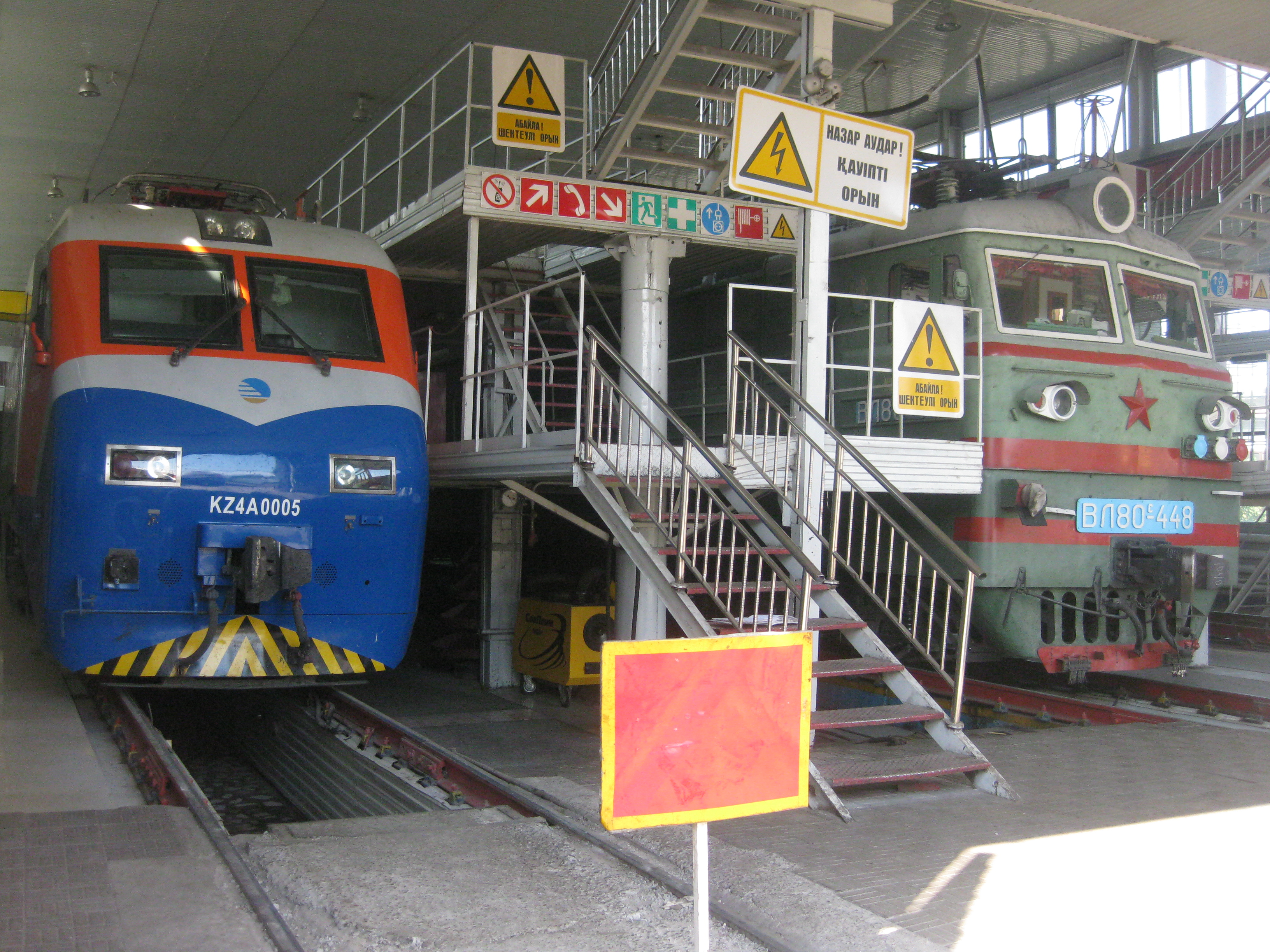
Elektrolokomotive KZ4A-0005 im Depot Almaty

Im Januar 2007 hatte jede Lokomotive der ersten Lieferung eine monatliche Laufleistung von 50000 km. Am 22. Oktober 2008 erteilte die KTZ einen weiteren Auftrag über 22 Lokomotiven mit einer Gesamtsumme von 100 Millionen US$. Diese Lokomotiven erhielten zur Kennzeichnung den Index C. Sie hatten ein verbessertes Steuerungssystem SIBAS der Firma Siemens integriert. Damit konnte die Steuerung der Fahrmotoren optimiert werden, so dass sich die Schleuderneigung verringerte und die Lastverteilung zwischen den Antriebsachsen verbessert werden konnte. Damit wird automatisch die Zugkraft und Geschwindigkeit geregelt. Das Signalhorn ist bei den neuen Lokomotiven auf dem Dach installiert; bei den älteren Lokomotiven war es stattdessen zwischen den Frontlampen untergebracht und wurden hinter einem Gitter versteckt. Das Gewicht der neuen Lokomotiven konnte auf 84 t gesenkt werden. 
Bei der zweiten Bauserie wurde die gesamte elektrische Ausrüstung von Siemens verwendet. Die einzigen chinesischen Elemente waren der mechanische Teil und der Lokkasten. Der elektrische Leistungsteil dieser Lokomotiven ist identisch mit dem der usbekischen Baureihe O’Z-Y.
Die Lokomotiven mit den Betriebsnummern 0007 – 0027 werden im hochwertigen Zugdienst eingesetzt. Man findet sie auf den Strecken
- zwischen Astana und Almaty Nr. 01/02 (Talgo), Nr. 09/10;
- zwischen Pawlodar und Almaty Nr. 045/046;
- zwischen Petropawl und Almaty Nr. 051/052 und Nr. 151/152 (Talgo);
- zwischen Qostanai und Almaty Nr. 043/044;
- sowie zwischen Jekaterinburg und Almaty Nr. 301Z/302Z

sowie weiteren. 
Die Lokomotiven der ersten Serie (Betriebsnummern 0001 bis 0005) fahren gleichfalls auf hochwertigen Verbindungen, haben aber die Rolle als Betriebsreserve bei Ausfall der Stammlokomotive.

## Technische Parameter
- Übertragungsverhältnisses des Getriebes = 3,91 (90/23);
- errechnete Zugkraft = 206 kN;
- Anfahrzugkraft = 264 kN;
- Masse der Lokomotive = 85,5 t
- Achslast = 21,4 t
- Zahl der angetriebenen Achsen = 4

Die Traktions- und Bremskraft wird von den Drehgestellen über Lenker auf den Rahmen übertragen. Die Traktionsmotoren vom Typ JD-116B sind mit der stützenden Rahmenaufhängung mit den Drehgestellen verbunden. Die Kraftübertragung von den Fahrmotoren zu dem Radpaar ist einseitig und geradverzahnt. Eine Besonderheit ist die Übertragung des Drehmomentes über den Hohlwellen-Antrieb.

## Konstruktion

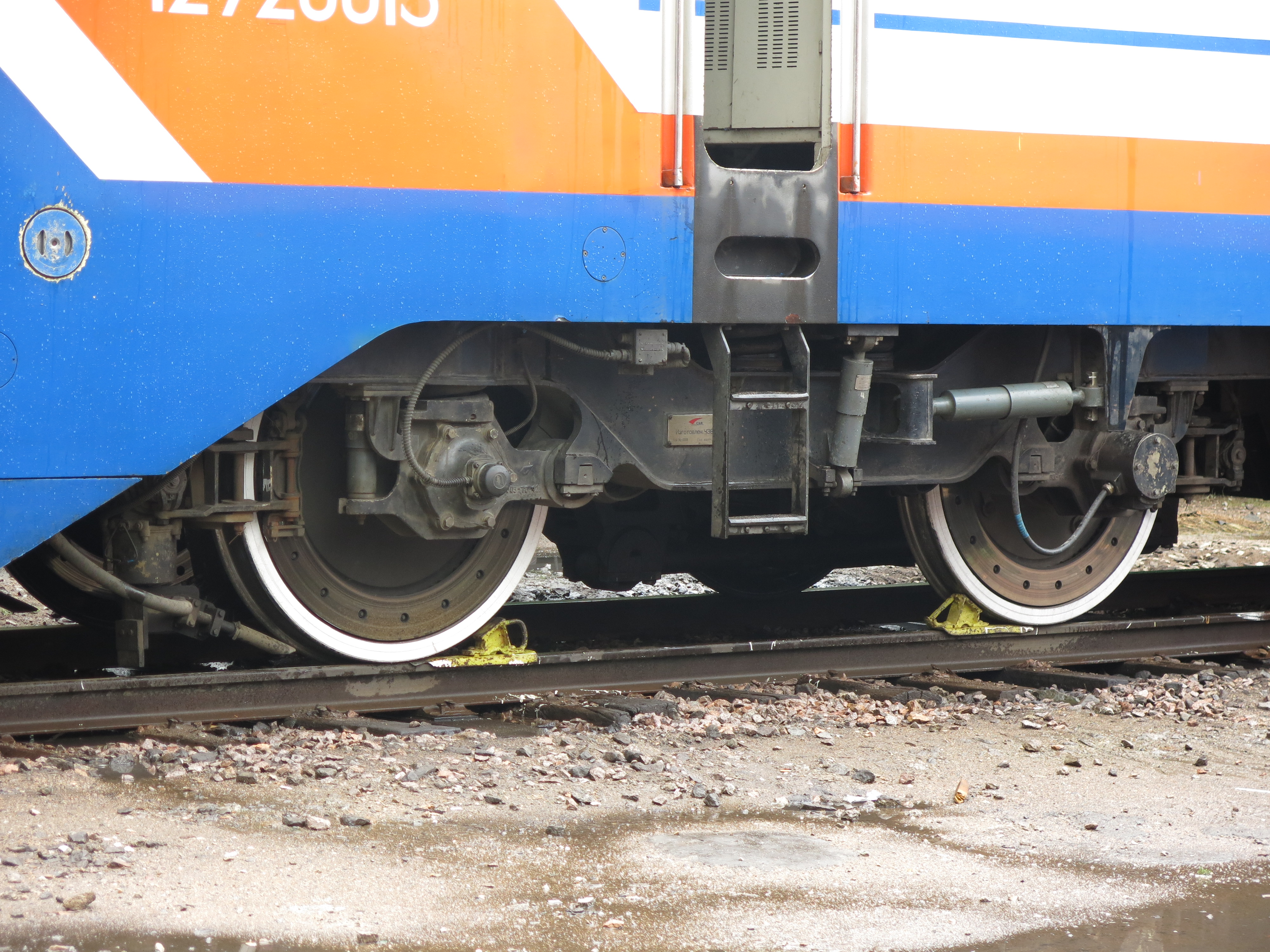
Drehgestell der Elektrolokomotive KZ4A

Die Lokomotiven haben mechanische Bremssysteme von Siemens. Die Bremse ist als Scheibenbremse ohne Bremsgestänge und andere mechanischen Elemente ausgeführt. Im zehnjährigen Betrieb bewährte sich dieser Mechanismus. Die pneumatischen Systeme werden von zwei Schrauben-Kompressoren von Knorr-Bremse versorgt. Die Lokomotiven haben Einholmstromabnehmer des Typs DSA-250.